# Zagajewiczki
Zagajewiczki – wieś w Polsce położona w województwie kujawsko-pomorskim, w powiecie inowrocławskim, w gminie Dąbrowa Biskupia.
W latach 1975–1998 miejscowość należała administracyjnie do województwa bydgoskiego.